# حمض الطرطريك
حمض الطرطريك أو الترتريك أو حَمْض الدُّرْدِيّ هو حمض عضوي بلوري أبيض. يمكن إيجاده في العديد من النباتات، وخصوصا في الكرمة، والموز، والتمر الهندي، وهو أحد الأحماض الأساسية الموجودة في النبيذ. ويضاف حمض الطرطريك إلى الأغذية لإضفاء الطعم اللاذع، ويستخدم كمضاد أكسدة. تعرف أملاح حمض الطرطير بالطرطرات. وهي مشتقات ثنائية الهيدروكسيل لحمض السكسنيك.
أول من عزل حمض الطرطريك من طرطرات البوتاسيوم هو الكيميائي جابر بن حيان. طور الكيميائي السويدي كارل فلهلم شيله الطريقة الحديثة في عام 1769. واكتشف التصاوغ الضوئي لحمض الطرطريك في عام 1832 من جان بابتيست بيو، الذي لاحظ قابليته لتدوير الضوء المستقطب. استمر لويس باستور في هذا البحث في عام 1847 واكتشف شكل بلورات طرطرات الأمونيوم والصوديوم، التي وجد أنها غير منتاظرة. وكان باستور أول من أنتج عينة نقية من الحمض الطرطري يساري الاستقطاب.

## التسمية
تعود تسمية Tartar إلى أصل محتمل من الكلمة العربية الطرطير (الدردي): حمض عضوي بلوراته شفافة يذوب في الماء والكحول ويوجد في أنسجة الخضر والفواكه.